# 電波の日
電波の日（でんぱのひ）とは、電波の利用が日本国民一般に開放されたことを記念する日本の記念日。6月1日。

## 歴史

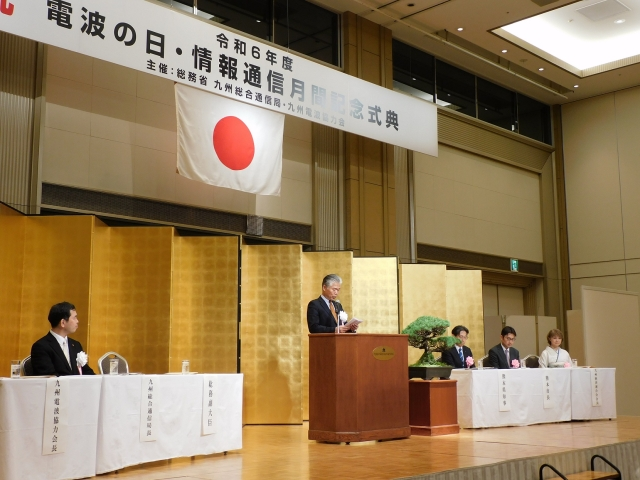
令和6年度電波の日・情報通信月間記念式典

1950年（昭和25年）6月1日に電波三法（電波法・放送法・電波監理委員会設置法 ）が施行されたことにちなみ、国民に対して電波利用に関する知識を普及啓発させる目的で、
1951年（昭和26年）に電波監理委員会が電波記念日として制定した。
電波監理委員会は1952年（昭和27年）8月1日に廃止され、電波行政を継承した郵政省が1953年（昭和28年）に電波法の施行日にちなみ電波の日として制定した。
1977年（昭和52年）から6月1日から6月10日に「電波利用保護旬間」を設定

し、電波利用の周知と啓発、不法無線局取締り等の活動

をしている。
2009年（平成21年）に総務省は電波利用保護旬間を「電波利用環境保護周知啓発強化期間」と改称

した。
また、1985年（昭和60年）の電気通信自由化を機会に、郵政省は6月1日から6月15日を「テレコム旬間」とし、電波のみならず情報通信の普及・振興を図る諸行事をとり行うようになった。
1994年（平成6年）にテレコム旬間は5月15日から6月15日の1か月間に「情報通信月間」と改称・拡大

された。
毎年6月1日には、電波行政への協力者や、通信技術の発達・向上に貢献した功労者を表彰する「電波の日・情報通信月間記念式典」が開かれる。